# Owińska (przystanek kolejowy)
Owińska – przystanek kolejowy, w przeszłości stacja kolejowa we wsi Owińska, w woj. wielkopolskim, w Polsce.

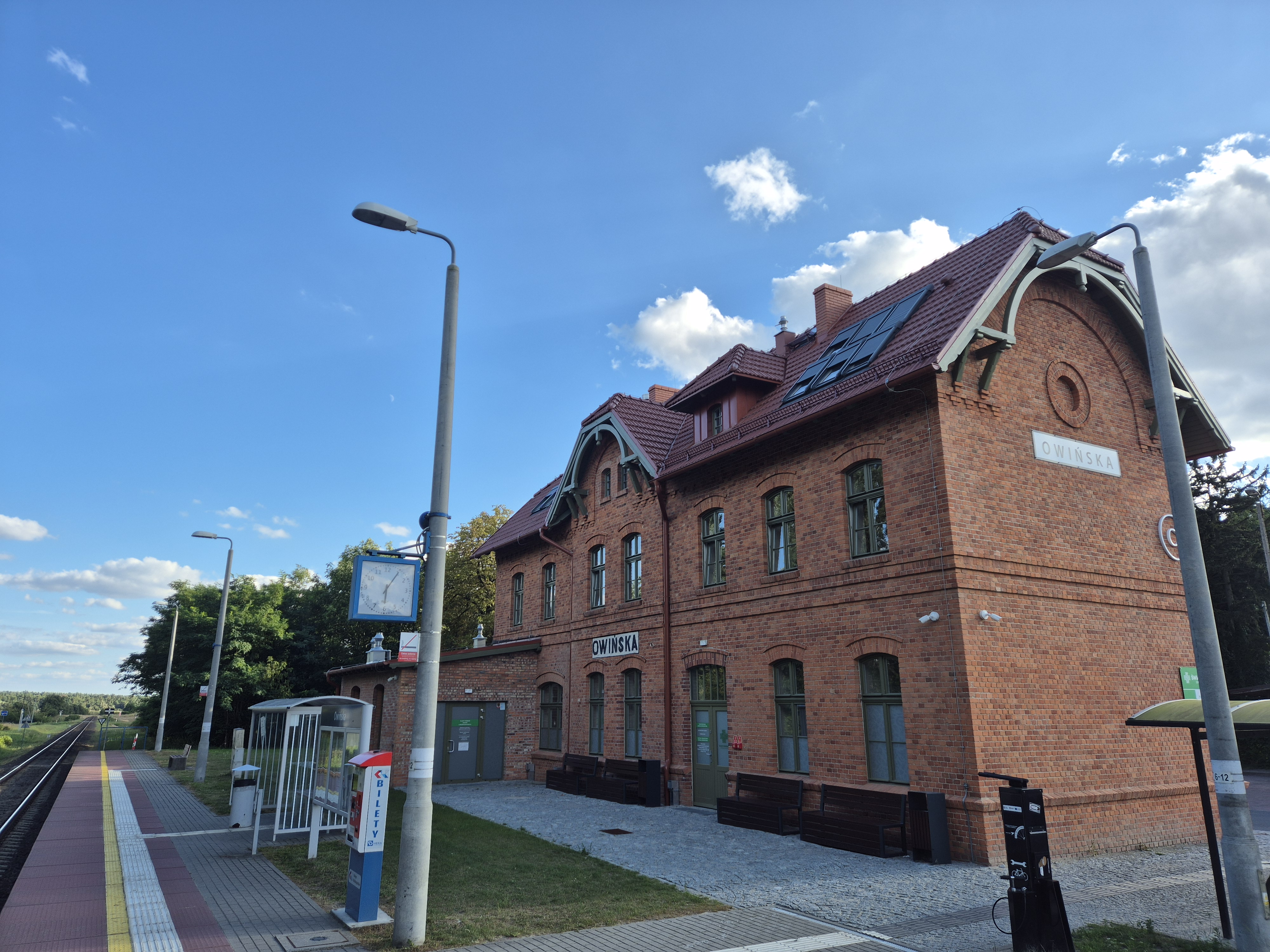
Budynek dworca kolejowego w Owińskach od strony peronu (2024)

## Ruch pasażerski
| Rok  | Wymiana pasażerska na dobę |
| ---- | -------------------------- |
| 2017 | 200-299                    |
| 2022 | 300-399                    |